# Episodi di Grani di pepe (tredicesima stagione)
La tredicesima stagione della serie televisiva Grani di pepe è stata trasmessa in Germania dal 20 novembre 2016 sul canale Das Erste.
In Italia i primi sei episodi della stagione sono stati resi disponibili in esclusiva su RaiPlay a partire dal 18 marzo 2022 e trasmessi poi su Rai Gulp dal successivo 9 al 21 aprile.
| N° | Titolo originale            | Titolo italiano             | Prima TV Germania | Prima TV Italia |
| -- | --------------------------- | --------------------------- | ----------------- | --------------- |
| 1  | Der rätselhafte Kleiderraub | Uno strano furto di vestiti | 20 novembre 2016  | 9 aprile 2022   |
| 2  | Abgedreht                   | Un tipo strano              | 20 novembre 2016  | 10 aprile 2022  |
| 3  | Doppelleben                 | Doppia vita                 | 20 novembre 2016  | 11 aprile 2022  |
| 4  | Selbstjustiz                | Giustizia fai da te         | 26 novembre 2016  | 12 aprile 2022  |
| 5  | Rotkäppchen                 | Cappuccetto Rosso           | 26 novembre 2016  | 13 aprile 2022  |
| 6  | Der Zwilling                | Il gemello                  | 27 novembre 2016  | 14 aprile 2022  |
| 7  | Goldqueen liebt dich        | Goldqueen                   | 27 novembre 2016  | 15 aprile 2022  |
| 8  | Jonne unter Verdacht        | Sotto accusa                | 27 novembre 2016  | 16 aprile 2022  |
| 9  | Üble Tricks                 | Brutti scherzi              | 3 dicembre 2016   | 17 aprile 2022  |
| 10 | Kredithaie                  | Usurai                      | 4 dicembre 2016   | 18 aprile 2022  |
| 11 | Wolke Sieben                | Settimo cielo               | 10 dicembre 2016  | 19 aprile 2022  |
| 12 | Gewissensfragen             | Questioni di coscienza      | 10 dicembre 2016  | 20 aprile 2022  |
| 13 | Giftige Absichten           | Avidità tossica             | 10 dicembre 2016  | 21 aprile 2022  |

## Uno strano furto di vestiti
- Scritto da: Anja Jabs
- Diretto da: Andrea Katzenberger

I Grani di pepe fanno volontariato presso una ONLUS che si occupa di raccogliere vestiti per i migranti, quando una mattina Hilke, la donna che la gestisce, trova il locale sottosopra e nota la mancanza di numerosi abiti da donna. I primi sospetti dei piccoli detective ricadono su Agnes, una collaboratrice dell'associazione che gestisce un negozio di articoli di seconda mano, ma questa si rivela estranea alla faccenda. Successivamente Jale nota una ragazzina, Alina, che indossa un vestito da lei donato all'associazione; questa, dopo essere sfuggita all'inseguimento di Tilll, chiede spiegazioni a Kim-Marie, la figlia di Hilke, all'interno della cui cantina aveva trovato l'abito rubato. A quel punto Kim-Marie decide di farla prigioniera, ma Alina riesce comunque a contattare Till, si fa liberare e conferma al resto della squadra la colpevolezza della ragazza, che così poco dopo viene localizzata e arrestata.

## Un tipo strano
- Scritto da: Andrea Katzenberger
- Diretto da: Andrea Katzenberger

Ramin fa un tirocinio presso il set di un film in cui Jale ha un piccolo ruolo, quando all'attrice protagonista Lara vengono recapitate delle lettere d'amore da parte di un ammiratore segreto. Nonostante la situazione sembri inizialmente innocua, Jale consiglia a Lara di assumere Till come investigatore privato e a chiedere a Mark, un collega attore, di far finta di essere il suo fidanzato così da far desistere l'ammiratore. Sebbene Till dica a quest'ultimo di stare alla larga dall'attrice, i messaggi d'amore si fanno man mano più inquietanti e assumono la forma di vero e proprio stalking; come se ciò non bastasse, lo stalker tenta prima di uccidere Mark e successivamente rapisce Lara. Ramin e Till riescono però a sventare il rapimento e far arrestare lo stalker, mentre di lì a poco tra Lara e Mark scoppia davvero l'amore.

## Doppia vita
- Scritto da: Andrea Katzenberger
- Diretto da: Andrea Katzenberger

Till sente una ambigua conversazione telefonica di Anne, la nuova fidanzata di Luke, e sospetta che lei abbia intenzione di appropriarsi e vendere alla concorrenza cinese il rivoluzionario progetto aeronautico del fratello. Seguendola, Till scopre che Anne si chiama in realtà Lucy e conduce un'autentica doppia vita, piena di menzogne, travestimenti e cambi d'identità; quando però Luke la mette davanti alle prove raccolte, Lucy si giustifica dicendo di essere lei stessa un'investigatrice ingaggiata da Bjorn, il figlio del proprietario dell'azienda per cui Luke lavora, al fine di proteggere il progetto. I Grani di pepe restano però scettici e, continuando a seguire Lucy, scoprono che i loro iniziali sospetti erano fondati e che Bjorn fosse in realtà suo complice. Scoperti, i due criminali, riescono per un attimo ad immobilizzare Till, ma Ramin e Stella sono lesti a intervenire, liberano l'amico e li fanno arrestare.

## Giustizia fai da te
- Scritto da: Katja Kittendorf
- Diretto da: Andrea Katzenberger

Kalle, un amico di Pinja, è vittima di bullismo e la ragazza, nel tentativo di aiutarlo, si rivolge a suo fratello maggiore Heinzi. Quest'ultimo, dopo aver parlato col fratello, organizza con lui una trappola per Eric, il bullo, e lo rinchiude nel bagagliaio di un'automobile abbandonata al fine di dargli una lezione. L'azione deve durare giusto il tempo di spaventare Eric a sufficienza da fargli smettere di bullizzare Kalle, ma qualcosa va storto e la macchina viene rimossa da un carro attrezzi e portata da uno sfasciacarrozze. Temendo per la salute di Eric, Kalle si rivolge quindi a Pinja, che a sua volta coinvolge il resto della squadra; per i Grani di pepe inizia una corsa contro il tempo per ritrovare l'auto prima della sua demolizione e salvare il ragazzo.

## Cappuccetto Rosso
- Scritto da: Katja Kittendorf
- Diretto da: Franziska Hörisch

Il gruppo scolastico per l'ambiente di cui fanno parte Jale e il suo amico Timo è in escursione in una foresta che è anche una riserva di caccia quando i ragazzi rinvengono un capriolo ucciso da una trappola e iniziano a sospettare che la guardiacaccia Eva e suo marito Jochen, gestori anche di una locanda nel bosco, siano responsabili di azioni di bracconaggio. I due si rivelano però innocenti e così Jale e Timo tornano sul luogo dell'uccisione dell'animale e aspettano che i i veri bracconieri tornino per prenderne la carcassa; quando questi si palesano, i ragazzi si mettono sulle loro tracce e Timo fa cadere uno dei due in una delle loro stesse trappole. Mentre l'altro si dà alla fuga, il ragazzo intrappolato si rivela essere il figlio del proprietario della locanda, da lui stesso pagato al fine di mettere in cattiva luce la guardiacaccia e permettergli di abbattere indisturbatamente un cervo di cui desidera il maestoso palco.

## Il gemello
- Scritto da: Anja Jabs
- Diretto da: Franziska Hörisch

David, un compagno di classe di Ramin, avvista un suo sosia nel cortile della scuola e, spinto dal sospetto che si tratti di suo fratello gemello, scopre di non essere figlio naturale dei suoi genitori. Aiutati dal fatto che il ragazzo in questione, Marvin, finisce proprio nella loro classe, i Grani di pepe riescono a comparare il suo DNA con quello di David e a stabilire che i due sono effettivamente gemelli monozigoti. Da ulteriori indagini risulta inoltre che entrambi sono stati concepiti artificialmente sotto la supervisione del Dr. Götze, il quale ne ha volontariamente manipolato gli embrioni. Con l'aiuto di Stella, Ramin e David si intrufolano nel suo studio e lo accusano del misfatto, ma il dottore li stordisce e prova a darsi alla fuga; Till assiste però alla scena e, assieme alle famiglie dei gemelli, lo ferma, allerta la polizia e fa soccorrere gli amici. In tutto questo, Stella e Pinja ricevono la notizia che i loro genitori sono in attesa di un altro bambino. 

## Goldqueen
- Scritto da: Anja Jabs
- Diretto da: Franziska Hörisch

La nonna di Ramin e Jale, appena arrivata ad Amburgo, viene borseggiata da un gruppo di ragazze, ma nella foga del momento a una di esse, Sara, cade il cellulare. Quando questa torna indietro a cercarlo, i Grani di pepe la immobilizzano e, interrogandola, scoprono che la gang di cui fa parte ha come leader una certa Goldqueen, con la quale il gruppo comunica solamente tramite internet. Dopo aver finalmente sbloccato il telefono di Sara, Stella prenota un'udienza con Goldqueen, ma all'incontro trova solamente un computer con un messaggio registrato. Con l'aiuto di un localizzatore GPS posto da Till sul PC, Stella riesce però a rintracciarlo e giunge a uno studentato dove incontra Cui, una ragazza molto simile a quella apparsa nel video; questa spiega tuttavia a lei e a Sara, che nel frattempo si è liberata e l'ha seguita, che il video era solo uno spot girato per l'amico Fabi, il quale si rivela quindi essere la mente dietro alla gang.

## Sotto accusa
- Scritto da: Jörg Reiter
- Diretto da: Franziska Hörisch

Jonne ha il compito di trasportare uno yacht da Göteborg ad Amburgo per conto di un'agenzia, ma appena arrivato in città la polizia perquisisce l'imbarcazione e, rinvenendo della cocaina a bordo, lo arresta. I Grani di pepe si mettono immediatamente ad indagare e ben presto risalgono ad un uomo, Köster, che altri non è che l'addetto alla sicurezza di un cantiere della ditta edile del signor Baltes, legittimo proprietario dello yacht prima di finire in bancarotta. Dopo aver scoperto il collegamento tra l'imprenditore e l'imbarcazione, la squadra sospetta che Baltes si sia dato al traffico di droga; pur non intuendo che in realtà il suo obiettivo era incastrare Jonne per poter acquistare indisturbato il terreno su cui sorge la rimessa per barche della moglie Katrin, i piccoli detective riescono comunque a convincere Köster, complice di Baltes in tutta la vicenda, a costituirsi e denunciarlo. L'uomo viene così arrestato.

## Brutti scherzi
- Scritto da: Jörg Reiter
- Diretto da: Franziska Hörisch

Pinja ha appena finito di intervistare l'anziana signora Lüders per un progetto di scuola quando due truffatori, che si spacciano per dipendenti dell'azienda del gas, si presentano a casa di questa e la derubano. La ragazza si mette subito ad inseguire i malviventi e riesce a fotografare di sfuggita una cartina della città da loro utilizzata; i Grani di pepe, comprendendo il significato delle varie croci presenti sulla mappa, si rendono conto che la signora Lüders non è che una delle tante vittime della coppia e risalgono al luogo in cui i truffatori hanno parcheggiato il camper dove pernottano. Dopo aver raccolto indizi a sufficienza, i piccoli detective incastrano i truffatori mentre questi recuperano la refurtiva e li fanno arrestare. In tutto questo, Stella si lascia con Tibor, il ragazzo con cui si stava frequentando, mentre il padre di Till torna ad Amburgo e gli propone di trasferirsi con lui nella località di Bassenfleth.

## Usurai
- Scritto da: Jörg Reiter
- Diretto da: Franziska Hörisch

Stella e Pinja sono testimoni dell'aggressione subita da Irkan, papà della loro compagna di scuola Amscha, da parte di alcuni usurai a cui doveva una grossa somma di denaro. Non riuscendo Irkan a pagare, i malviventi gli offrono di vendere uno dei suoi reni in cambio dell'annullamento di ogni debito, ma Ramin, che col resto della squadra si era messo sulle loro tracce, ascolta e registra la conversazione. Di lì a poco Jale convince suo padre a prestare a Irkan il denaro necessario per pareggiare i conti con gli usurai, ma quando questi salda il suo debito, i criminali tentano ugualmente di sottargli un rene con la forza. I Grani di pepe intervengono però in tempo, riescono a salvarlo e fanno arrestare i trafficanti di organi. Nel frattempo Luke riceve un'offerta di lavoro dagli Stati Uniti, ma decide di restare ad Amburgo con Till.

## Settimo cielo
- Scritto da: Andreas Dirr
- Diretto da: Daniel Drechsel-Grau

I Grani di pepe sono impegnati in un tirocinio presso l'Università di Amburgo quando il loro amico Lorenz si sente improvvisamente male in mensa dopo aver ingerito il contenuto di una bustina, in apparenza cannella, trovata all'interno di un pacchetto di Luke. In seguito alle analisi questa risulta però essere un particolare tipo di droga detta legal high, e la squadra intuisce così che qualcuno sta sfruttando il lavoro da corriere di Luke per contrabbandarla. I primi sospetti ricadono sull'aiuto cuoco Hanno, ma i colpevoli risultano poi essere il chimico Ruben, che in un primo momento aveva contraffatto i risultati delle analisi per sviare le indagini, e il portiere dell'ateneo Jap; quest'ultimo, una volta scoperto, rapisce Pinja e Ramin e si dà alla fuga, ma viene inseguito e fermato dai colleghi di Luke. Nel finale Ramin e Pinja si scambiano il loro primo bacio.

## Questioni di coscienza
- Scritto da: Catharina Junk
- Diretto da: Daniel Drechsel-Grau

## Avidità tossica
- Scritto da: Catharina Junk
- Diretto da: Daniel Drechsel-Grau